# Kraftwerk Thun
Das Kraftwerk Thun besteht aus zwei Laufwasserkraftwerken an der Aare, die von Energie Thun zur lokalen Elektrizitätsversorger der Stadt Thun verwendet werden. Sie werden nach dem Jahr der Betriebsaufnahme als AAREwerk62 und AAREwerk94 bezeichnet und geben zusammen jährlich 38 GWh ins öffentliche Netz ab, was ungefähr einem Fünftel des Strombedarfs der Stadt Thun entspricht. Die Vorgängeranlagen aus den Jahren 1896 und 1917 sind nicht mehr in Betrieb und wurden zurückgebaut.

## Geschichte
Die Wasserkraft der Aare wurde in Thun schon vor Einführung der Elektrizität genutzt. Schon im Mittelalter gab es Wasserräder in Thun. Die Mühle Lanzrein installierte in den 1880er-Jahren Turbinen für den mechanischen Antrieb der Mahlwerke. Später wurde in der Mühle mit einem 100-PS-Generator auch Strom für den Eigenbedarf erzeugt.
Im Jahr 1883 erstellt Thun einen Gewerbekanal mit einer Turbine, welche mechanisch das Grundwasserpumpwerk der Stadt antrieb. 1891 wurde im Pumpwerk ein Gleichstromgenerator aufgestellt. 1896 wird das Pumpwerk auf elektrischen Betrieb umgestellt. Das erste Kraftwerk der Stadt Thun, damals noch Städtisches Elektrizitätswerk Thun genannt, nutzte das Wasser aus dem Gewerbekanal. Der Strom wurde nicht nur für den Antrieb des Pumpwerks benutzt, sondern auch für die elektrische Stadtbeleuchtung. 1906 wurde die Anlage erweitert und ein Dampfkraftwerk gebaut, damit auch bei Wassermangel genügend Strom produziert werden konnte.
Das bestehende Kraftwerk genügte nicht mehr dem wachsenden Energiebedarf, sodass 1917 ein neues Kraftwerk gebaut werden musste, das immer noch mit Wasser aus dem Gewerbekanal betrieben wurde. Die Anlagen von 1896 wurden vorerst weiter genutzt und musste erst dem 1958 beschlossenen Neubau weichen, der später AAREwerk62 genannt wurde. Dieses Kraftwerk wurde nicht mehr als Ausleitungskraftwerk gebaut, sondern in das Wehr an der Aare integriert. Es wurde 1994 durch das AAREwerk94 ergänzt, dem das Kraftwerk aus dem Jahre 1917 weichen musste.

## Technik

### Städtisches Elektrizitätswerk 1896
Im Kraftwerk an der Scheibenstrasse standen Turbinen, die von der Bell Maschinenfabrik geliefert wurden.  Nach der Wasserkraft-Statistik von 1928 waren vier Turbinen aufgestellt. Eine 180 PS- und eine 75 PS-Turbine lieferten Strom an die Schweizerischen Metallwerke Selve & Co., zwei 180-PS-Turbinen dienten der allgemeinen Elektrizitätsversorgung als Reserve und für die Stromerzeugung während der Nacht. Die Anlage stand bis zum Bau des AAREwerk62 in Betrieb.

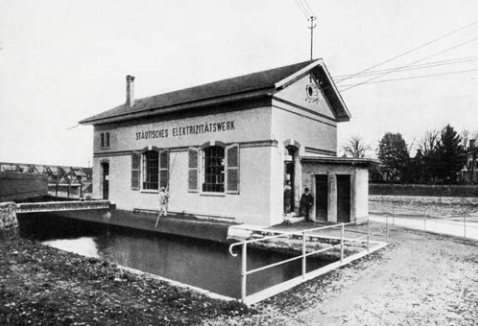
Städtisches Elektrizitätswerk 1896
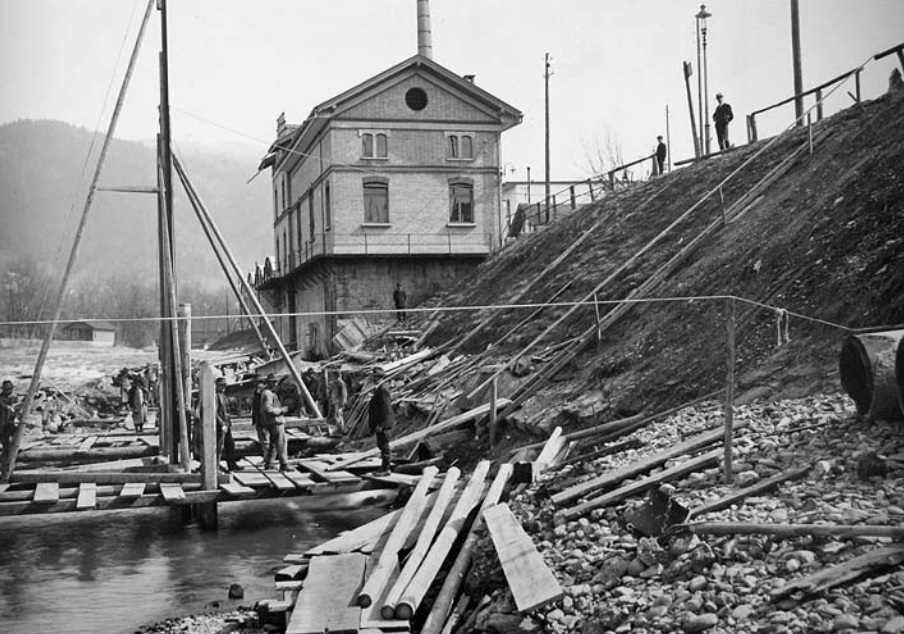
Erweitertes Kraftwerk von 1896 während des Baus des Kraftwerks 1917

### Elektrizitätswerk 1917
Das Maschinenhaus des 1917 in Betrieb genommenen Kraftwerks war entlang des Flussufers der Aare angeordnet, das Wasser wurde durch einen Kanal von der Landseite durch einen Kanal in das Maschinenhaus geleitet. Im Maschinenhaus befanden sich zwei vertikale Francis-Turbinen der Escher Wyss AG aus Zürich angeordnet. Jede Turbine leistete 715 PS bei einer Nenndrehzahl von 150 min−1 und trieb einen 650 kVA-Generator der Maschinenfabrik Oerlikon an. 1935 wurde eine zusätzliche Kaplanturbine mit einer Leistung von 1430 PS installiert. Die Anlage war bis zum Bau des AAREwerk94 in Betrieb.

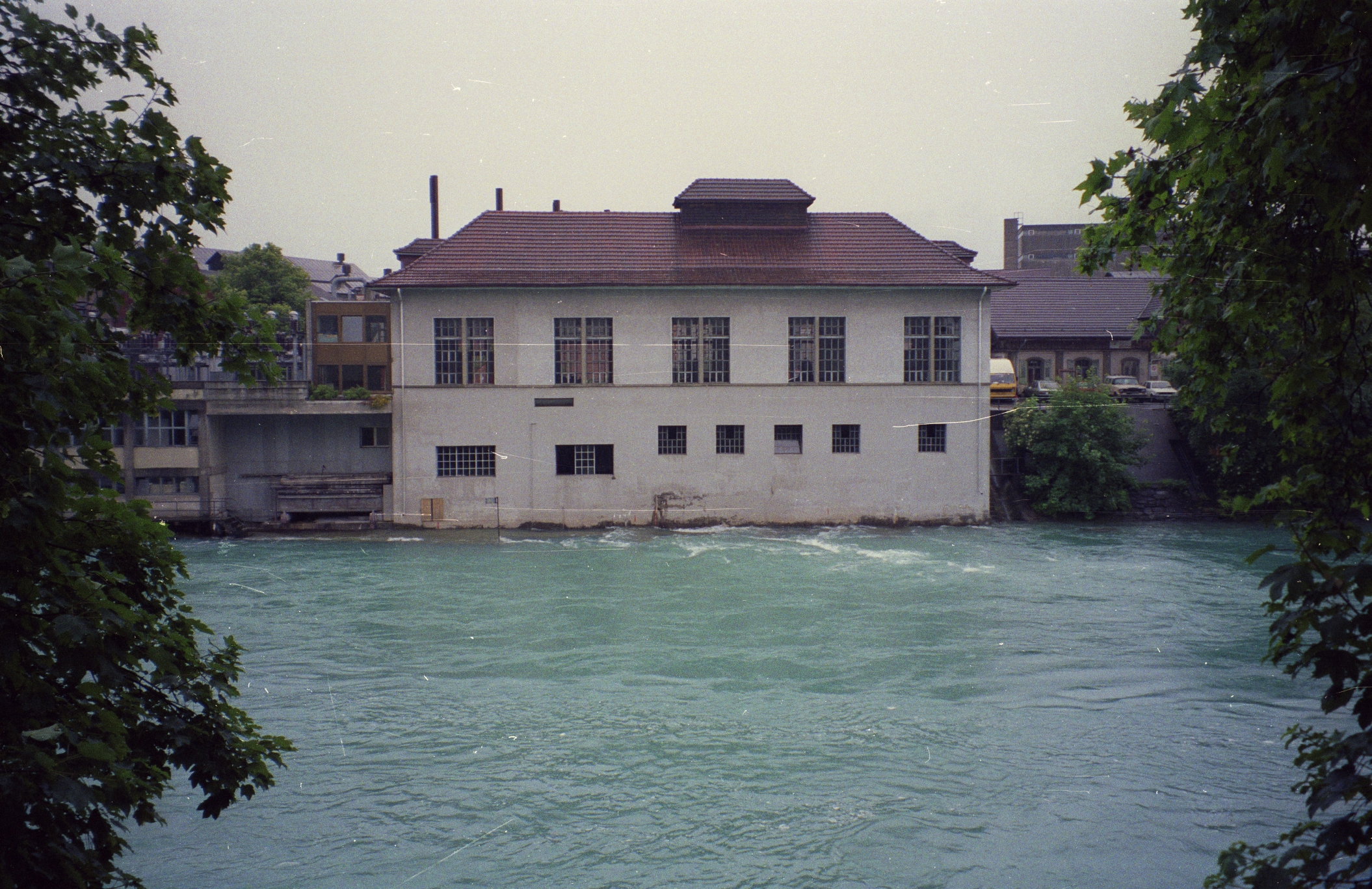
Elektrizitätswerk von 1917
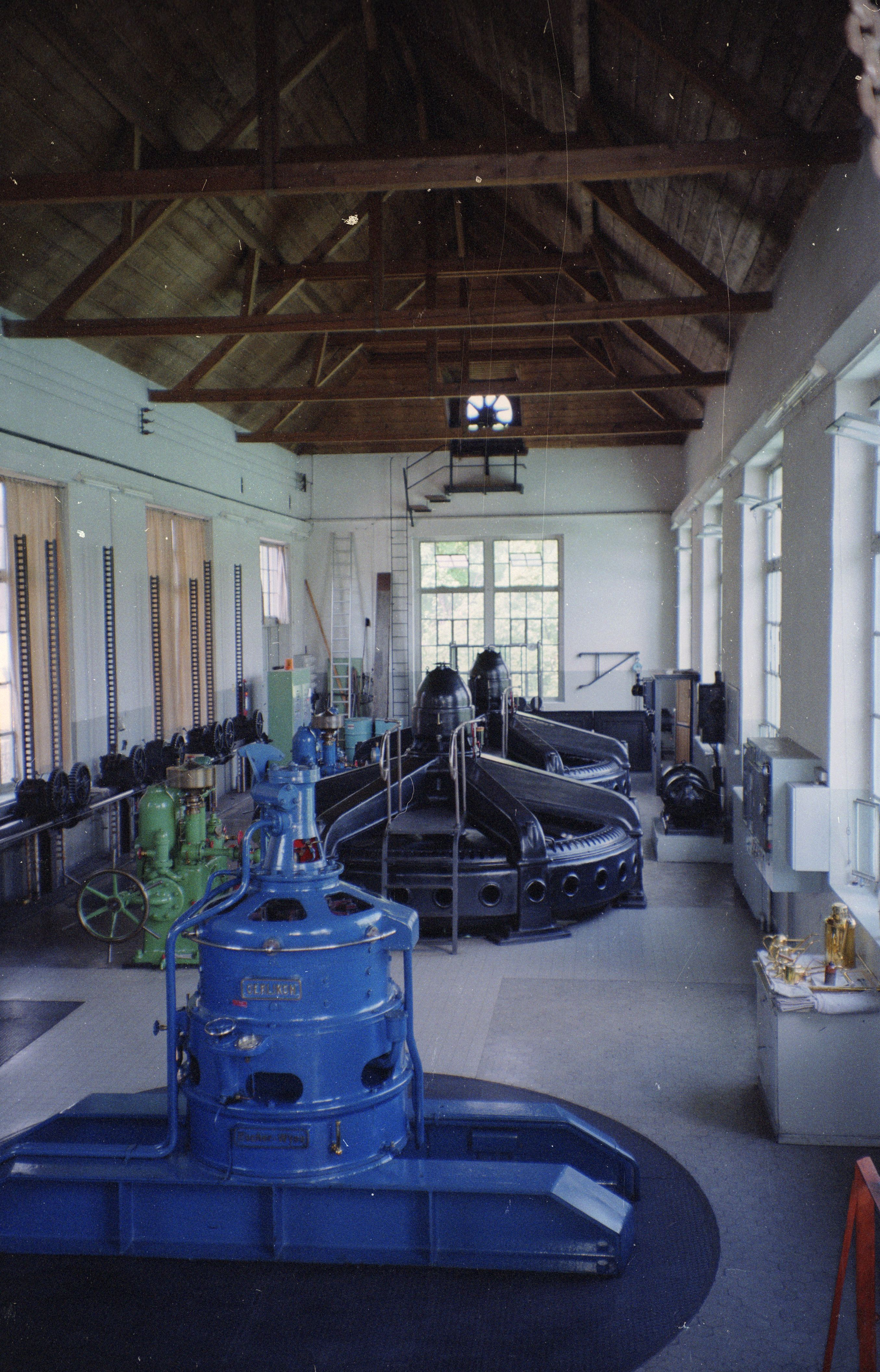
Maschinensaal im Jahr 1991

### AAREwerk62
Das Kraftwerk steht quer zum Flussbett, die Aare wird über ein Klappenwehr aufgestaut. Im Maschinenhaus sind zwei vertikale Kaplanturbinen aufgestellt, die von 2010 bis 2012 erneuert wurden. Der Durchmesser der Laufräder beträgt 3,5 m. Die Generatoren haben eine Drehzahl von 107 min−1 und haben eine Nennleistung von 4,2 MVA. Im Winter 2017/2018 wurde die erste Turbine, im Winter 2018/2019 die zweite Turbine auf PEEK-beschichtete Traglager umgebaut, welche geringere Reibungsverluste verursachen und gegenüber weissmetallbeschichteten Lagern temperaturbeständiger sind.

### AAREwerk94
Das Kraftwerk ersetzte die Anlage von 1917. Es besteht aus einer einzigen S-Turbine, die ein Laufrad von 2,8 m Durchmesser hat, das sich mit 144 min−1 dreht. Der Generator ist über ein Getriebe mit der Turbine verbunden und hat eine Leistung von 3,75 MVA bei einer Drehzahl von 1000 min−1.